# Санта-Марія-де-ла-Ісла
Санта-Марія-де-ла-Ісла (ісп. Santa María de la Isla) — муніципалітет в Іспанії, у складі автономної спільноти Кастилія-і-Леон, у провінції Леон. Населення — 573 особи (2010).
Муніципалітет розташований на відстані близько 280 км на північний захід від Мадрида, 40 км на південний захід від Леона.
На території муніципалітету розташовані такі населені пункти: (дані про населення за 2010 рік)
- Санта-Марія-де-ла-Ісла: 365 осіб
- Сантібаньєс-де-ла-Ісла: 208 осіб

## Демографія
Динаміка населення (INE ):